# Бирмингам (Алабама)
Вижте пояснителната страница за други значения на Бирмингам.
Бирмингам (на английски: Birmingham) е най-големият град в Алабама, Съединени американски щати, административен център на окръг Джеферсън, край река Блек Уориър. Основан е през 1871 като център на черната металургия и е наречен на английския град Бирмингам. Населението му е 212 237 души (2010). Има жп възел, пристанище и аерогара на 8 км от града. Развити са металургичната, коксовохимичната, машиностроителната, оръжейната промишленост.

## Побратимени градове
- Аншан, Китай
- Виница, Украйна
- Гверу, Зимбабве
- Пилзен, Чехия
- Секешфехервар, Унгария
- Хитачи, Япония

## Личности
Родени в Бирмингам
- Амбър Бенсън (р. 1977), актриса
- Анджела Дейвис (р. 1944), активистка
- Кортни Кокс (р. 1964), актриса
- Карл Люис (р. 1961), лекоатлет
- Робърт Маккамън (р. 1952), писател
- Едуард Уилсън (р. 1929), биолог
- Луис Флечър (р. 1934), актриса
- Хенри Хартсфийлд (1933 – 2014), астронавт
- Гил Хил (р. 1931), полицай и актьор